# Список керівників держав 1119 року
Список керівників держав 1119 року — це перелік правителів країн світу 1119 року.
Список керівників держав 1118 року — 1119 рік — Список керівників держав 1120 року — Список керівників держав за роками

## Європа
- Англія
  - Король Англії — Генріх I Боклерк (1100—1135)
- Балканський півострів
  - Дукля — король Грубеша Браніславович (1118—1125)
  - Рашка — Урош I (1112—1145)
- Білорусь
  - Вітебське князівство — Святослав Всеславич (1101—1129)
  - Друцьке князівство — Рогволод Всеславич (1101—1127)
  - Полоцьке князівство — Давид Всеславич (1101—1127)
  - Турівське князівство — Брячислав Святополкович (1118? — 1123)
- Князь Новгородський — Всеволод Мстиславич (1117—1132)
- Волзька Болгарія — Шамгун (1118—1135)
- Вельс
  - Королівство Гвінед — Гріфід II ап Кінан (1081—1137)
  - Королівство Повіс — Маредуд II (1116—1132)
- Візантійська імперія — Іоанн II Комнін (1118—1143)
  - Неаполітанське герцогство — Іоанн VI (1097—1120)
- Ірландія — верховний король Муйрхертах Ва Бріайн (1101—1119); Тойрделбах Ва Конхобайр (1119—1156)
  - Айлех — Домналл О'Лохлайнн (1083—1121)
  - Айргіалла — Гіолла Кріст О'хЕйккніг (1101—1127)
  - Десмонд — король Тадг Мак Карті (1118—1123)
  - Дублін (королівство) — Тойрделбах Ва Конхобайр (1118—1122?)
  - Коннахт — Тойрдельбах (Турлох) МакРуадрі (1106? — 1156)
  - Ленстер — Енна II (1117—1126)
  - Король Міде — Мурхад мак Домнайлл Уа Маел Сехлайнн (1106—1127)
  - Мунстер — Муйрхертах Ва Бріайн (1118—1119); Тадґ Мак Карртайґ (1119—1124)
  - Ормонд (Kingdom of Ormond) — Олаф Гуа Ченнітіг (1118? — 1164)
  - Томонд — король Конхобар О'Бріан (1118—1142)
  - Улад — Аед мак Дуїнн Слейбе (1113—1127)
- Італія
  - Герцогство Апулія і Калабрія — Вільгельм II (1111—1127)
  - Арборейський юдикат — Торбено (1100/1103-1130)
  - Венеційська республіка — дож Доменіко Мікеле (1117—1130)
  - Генуезька республіка — консули Оттоне ді Гаральдо, Ітеріо, Оттоне Форнаріо, Ідо ді Кармандіно (1118—1119)
  - Кальярський юдикат — Торбено (1103—1130)
  - Князівство Капуанське — Роберт I (1106—1109; 1109—1120)
  - Герцогство Гаета — Джонатан (1112-1121)
  - Лорітелло — князь Роберт II Лорітелло (1107—1137)
  - Маркграфство Монферрат — Раньєрі (Реньє) (1111—1137)
  - Графство Сицилія — граф Рожер II (1105—1130)
  - Сполетське герцогство — Вернер II (1093—1119). Приєднано до Тоскани до 1172
  - Князівство Таранто — Боемунд II (1111—1128)
  - Маркгафство Тоскана — Рабодо (1115/1116-1119); Конрад Тосканський (1119? — 1124?)
  - Торреський юдикат — Костянтин I (1082—1128)
  - Принц-єпископство Тренто — Гебардо (1106—1120)
- Кавказ
  - Цар Картлі, Кахетії та Абхазії Давид IV (1089—1125)
- Німеччина
  - Маркграфство Австрія — Леопольд III Святий (1095—1136)
  - Герцогство Баварія — Вельф V (1101—1120)
  - Баденське маркграфство — Герман II (1112—1130)
  - Берг (герцогство) — Адольф III Берг (1106? — 1152)
  - Берхтесгаден (пробство) — Ебервін (1111—1142)
  - Принц-єпископство Бріксен — Гуго (1100—1125)
  - Графство Вюртемберг — граф Конрад II (1110—1143)
  - Архієпископ Зальцбургу — Конрад I Зальцбурзький (1106—1147)
  - Герцогство Каринтія — Отакар II (1088—1122)
  - Кельнське курфюрство — Фрідріх I фон Шварценбург (1099/1100-1131)
  - Клеве (герцогство) — Дітріх I (1092—1119)
  - Крайна (марка) — Генріх III (1090/1112-1122)
  - Курпфальц — пфальцграф Готфрид Кальвський (1113—1129)
  - Лужицька марка — Генріх II (1103/1104/1123)
  - Архієпископ Майнца Адальберт I (1111—1137)
  - Маркграфство Мейсен — Генріх II (1103/1104-1123)
  - Нюрнберг (бургграфство) — Готфрід II фон Рабс (1105—1137)
  - Ободрицький союз — Генріх (1093—1127)
  - Північна марка — Генріх II фон Штаде (1118? — 1128)
  - Герцогство Саксонія — Магнус (1106—1137)
  - Саксонська марка — Генріх II (1103/1104-1123)
  - граф Тиролю Альбрехт II (1110—1125)
  - Фельденц (графство) — Герлах I (1112—1146)
  - Герцогство Швабія — Фрідріх II (1105—1147)
- Піренейський півострів
  - Королівство Арагон — Альфонсо I (1104—1134)
  - Барселонське графство — Рамон-Беренгер III (1097—1131)
  - Королівство Галісія — Альфонсо II (1111—1126)
  - Королівство Леон — король Леону Галісії та Астурії Уррака (1109—1126)
  - Графство Португалія — Афонсу I (1112—1139)
  - Сарагоська тайфа — Імад ад-Даула Абд аль-Малік (1110—1130)
  - Королівство Наварра — Альфонсо I (1104—1134)
- Польща — Болеслав III Кривоустий (1102—1138)
- Скандинавія
  - король Данії — Нільс (1104—1134)
  - Король Норвегії Ейстейн I Маґнуссон (1103—1123) та Сіґурд I Хрестоносець (1103—1130)
  - Швеція — Інге II Молодший (1118—1125)
- Угорське князівство — король Стефан II (1116—1131)
- Україна — Київський князь Володимир Мономах (1113—1125)
  - Білгородське князівство — Мстислав Великий (1117—1125)
  - Волинське князівство — Роман Володимирович (1118—1119); Андрій I Добрий (1119—1135)
  - Курське князівство — Ігор Ольгович (1115—1125)
  - Перемиське князівство — Володар Ростиславич (1092—1124)
  - Переяславське князівство — Ярополк (1114—1132)
  - Сіверське князівство — Всеволод Ольгович (1115–1127)
  - Смоленське князівство — В'ячеслав Володимирович (1113—1125)
  - Чернігівське князівство — Давид Святославич (1097—1123)
- Королівство Франція — Людовик VI Гладкий (1106—1137)
  - Герцогство Аквітанія — Вільгельм IX Трубадур (1086—1127)
  - Арелатське королівство — Генріх V (1105—1125)
  - Герцогство Бар — Рено I (1105—1149)
  - Графство Булонь — Євстахій III (1088—1125)
  - Графство Бургундія — Гільйом II (граф Бургундії) (1097/1098-1125)
  - Графство Нант — Конан III (1112—1148)
  - Бретонське герцогство — Конан III (1112—1148)
  - Голландія — Флоріс II (1091—1121)
  - Ено (графство) — Балдуїн III (1098—1120)
  - Жеводан (графство) — Дульса I (1112—1130)
  - Графство Ла Марш — Ед I (1091—1128)
  - Лімбург (герцогство) — Генріх I (1081/1082-1119); Валеран II (1119—1139)
  - Нижня Лотарингія — Генріх I (1106—1119); Готфрід V (1106/1119-1128)
  - граф Лувену і маркграф Брюсселю Готфрід I (1095—1139)
  - Люксембург (графство) — Вільгельм (1096—1131)
  - Льєзьке єпископство — Оберт (1091—1117/1119); Фредерік Намюрський (1119—1121)
  - Графство Мен — Ерембурга (1110—1126)
  - Монбельяр (графство) — Тьєррі II (1105—1163)
  - Монпельє (сеньйорія) — Вільгельм V (1085—1121)
  - Намюр (графство) — Готфрід (1102—1139)
  - Нормандія — Генріх I Боклерк (1106—1135)
  - Родез (графство) — Рішар III (1112—1135)
  - Савойське графство — Амадей III (1103—1148)
  - Графство Тулуза — Альфонс Журден (1112—1148)
  - Урхельське графство — Ерменгол VI (1102—1154)
  - Фландрія — Балдуїн VII (1111—1119); Карл Добрий (1119—1127)
  - Графство Фуа — Роже II де Фуа (1071/1074-1124)
- Чехія — князь Боривой II (1117—1120)
- Шотландія
  - Король Шотландії Олександр I (1107—1124)
- Святий Престол; Папська держава — папа римський Геласій II (1118—1119); Калікст II (1119—1124)
- Вселенський патріарх — Іван IX Агапіт (1111—1134)
  - Тбіліський емірат — до 1122 правила рада старійшин

## Азія
- Візантійська імперія — Іоанн II Комнін (1118—1143)
- Близький Схід
  - Антіохійське князівство — Боемунд II (1111–1130)
  - князівство Галілея — Гільйом де Бюо (1118—1120)
  - Едеське графство — Жослен I (1118—1131)
  - Єрусалимське королівство — Балдуїн II (1118–1131)
    - каштелян і сеньйор Рамли Балдуїн I де Рамла (1106—1138)
    - Сідонська сеньйорія — Євстахій I Граньє (1110–1123)

  - Графство Триполі — Понс (1112–1137)
  - Яффо-Аскалонське графство — Альберт (1118—1122)
  - Артукіди — правитель Хасанкейфа Рукн ад-Даула Дауд ібн Сокмен (1109—1144); правитель Мардіна Іль-Газі I Наджм ад-дін (1107—1122)
  - Фатіміди — Аль-Амір (1101—1130)
  - Багдадський халіфат — Аль-Мустаршид Біллах (1118—1135)
  - Іракський султанат Махмуд II (1118/1119—1131)
  - Шаріфат Мекки — Касим ібн Абул-Хашим (1094—1123/1124)
  - Наджахіди — Арва ас-Сулайхі (1086/1088-1138)
  - Румський султанат — Масуд I (1116—1156)
  - Данішмендиди в Сівасі Емір Газі (1104—1134)
  - Сельджуцька імперія — Махмуд II (1118—1119); співправління (1119—1131) із Ахмадом Санджаром (1119—1153)
  - Зіяриди — Нізарі — Хасан ібн Саббах (1090—1124)
  - Держава Ширваншахів — Афрідун I (1106—1120)
  - Ділмачогуллари — Тоган Арслан-бей (1104—1137/1138)
  - Іналогуллари — Іль-Алда (1110—1142)
  - Буріди — Тугтегін (1104—1128)
- Сюнікське царство — Григор II Сенекерімян (1096—1166)
- Шах-Арменіди — Ібрагім Загір ад-Дін (1112—1127)
- Мацнабердське князівство — Давид (1113—1145)
- Династія Лі — Лі Нян Тонг (1072—1128)
- Індія
  - Східні Ганги — Анантаварман Чодаганга (1078—1147)
  - магараджахіраджа Гаріяни Магіпала (1105—1128)
  - Гуджарадеша — Джаясімха Сідхараджа (1092—1143)
  - Гаґавадали — Говіндачандра (1114—1155)
  - Династія Какатіїв — Прола II (1110/1116—1157/1158)
  - Камарупа — Тім'ядева (1110—1126)
  - Династія Карнат — Наньядева (1097—1147)
  - самраат Кашмірської держави (Династія Лохара) — Суссала (1112—1120), вперше
  - Мевар (князівство) — до 1164 невідомо
  - Імперія Пала — Рамапала (1072—1126)
  - Парамара — Нара-варман (1097—1134)
  - Полоннарува — Вікрамабаху I (1110—1132)
  - Династія Сена — Віджаясена (1096—1159)
  - Династія Тхакурі — Шивадева III (1099—1126)
  - Саканбарі — нріпа Аджаяраджа II (1110—1135)
  - Династія Сеунів — Сімхана I (1105—1120)
  - Держава Хойсалів — Вішнувардхана Хойсала (1108—1152)
  - Західні Чалук'ї — Вікрамадітья II (1076—1126)
  - Чандела — магараджа Джеджа-Бхукті Джаяварман (1110—1120)
  - магараджа держави Чеді й Дагали Яшагкарна (1073—1123)
  - Чола — Віккрама Чола (1118—1135)
- Індонезія
  - Кедірі (королівство) — Шрі Барнесвара (1112—1135)
  - Сунда — Ланглангбхумі (між 1064 і 1154)
- Китай
  - Далі — Дуань Ю (1108—1147)
  - ідикут Кучі — до 1126 — невідомі
  - Династія Ляо — Єлюй Яньсі (1101—1125)
  - Династія Сун — Чжао Цзі (1100—1126)
  - Західна Ся — Лі Ґаньшунь (1086—1139)
  - Династія Цзінь — Ваньянь Агуда (1115—1123)
- Корея
  - Корьо — Єджон (1105—1122)
- Паганське царство — король Кансу I (1112—1167)
- Персія і Середня Азія
  - Баванди — Алі I (1118—1142)
  - Газневіди — Бахрам-шах (1117—1157)
  - Какуїди — Гаршасп II (1095—1141)
  - Західнокараханідське ханство — Арслан-хан (1102—1130)
  - Керманський султанат — Арслан-шах I (1101—1142)
  - шах Хорезму — Мухаммед I (1097—1127)
  - Шеддадіди — в Ані правив Абу-л-Асвар Шавур II (1118—1124)
- Кхмерська імперія — Сур'яварман II (1113—1145/1150)
- Сінгханаваті — Боромма Чаясірі (1089—1107/1120)
- Середня Азія
  - Східнокараханідське ханство — Нур ад-Даула Ахмад (1103—1128)
- Японія — Імператор Тоба (1107—1129)

## Африка
- Альморавіди — Алі ібн Юсуф (1106—1147)
- Зіріди — Алі ібн Ях'я (1116—1121)
- Кілва (султанат) — аль-Хасан ібн Дауд (1106? — 1129?)
- Макурія — Василеос (1089? — 1130?)
- Нрі — Езе Нрі Намоке (1090—1158)
- Сосо (держава) — Банна-Бубу (1100—1120)
- Фатіміди — Аль-Амір (1101—1130)
- Хаммадіди — Абд аль-Азіз (1105—1121)

## Північна Америка
- Ацкапоцалько — ? до 1240
- Маяпанська ліга — ? до 1195